# 美国人工智能行动计划
美国人工智能行动计划是唐纳德·特朗普在其第二任总统任期内公布的一项人工智能政策，旨在推动创新与放松监管、建设AI基础设施、塑造国际AI秩序，确保美国在与中国的AI竞赛中保持领先地位。 

## 背景
在其第二届政府中，特朗普任命大卫·萨克斯为“AI沙皇”，重申美国必须在2025年开启的人工智能竞赛中战胜中国。他特别强调了OpenAI和Nvidia等美国企业在本土建设工厂和加大投资的重要性。为加快国防领域的技术部署，特朗普推动该行业私有化，并撤销了拜登政府为限制大规模生产、加强政府控制而出台的多项备忘录和行政命令。截至2025年7月，北美在人工智能领域的投资总额已达1220亿美元，其中85.5%来自美国。自特朗普重新执政以来，微软已在AI基础设施上投入800亿美元，Meta也在数据标注和模型评估方面投入了143亿美元。

## 行动计划
2025年7月23日，白宫通过AI.gov发布了《赢得AI竞赛：美国AI行动计划》。特朗普在同日的峰会上大力宣传了该议程。
美国AI行动计划包含90余项政策行动，围绕三大核心支柱展开：
一是推动AI创新与去监管化。 撤销拜登时期强调安全与公平的行政命令，确立“创新优先”原则，要求联邦部门清理妨碍AI发展的法规。通过调整拨款限制州级监管。联邦采购仅限“客观、中立”的大模型。
二是建设AI基础设施。 简化数据中心与芯片工厂审批，豁免部分环保审查；推进能源与电网升级，开放联邦土地建设发电设施；加强人才培养和供应链支持，推动如英伟达与OpenAI合作的“星际之门”项目。
三是主导国际AI秩序。 建立技术出口联盟，输出全栈AI解决方案；强化对中国的技术封锁，禁止美国芯片用于中国AI训练，并引入“芯片护照”追踪机制；推进算力外交，以GPU配额换取海外投资，如沙特对美投6000亿美元支持AI项目。

## 业界反应
《 人工智能行动计划》得到了美国科技行业公司和组织的积极响应。白宫公布了一份新闻稿，列出了这些公司和组织的回应。新闻稿的开场白引用了英伟达首席执行官黄仁勋的一句话：“美国拥有其他国家无法比拟的独特优势，那就是特朗普总统。” 人工智能创新协会（AI Innovation Association）主席史蒂夫·基纳德（Steve Kinard）在声明中说，“特朗普总统的人工智能行动计划是一条通往全球美国领导地位的大胆之路。”

## 行政命令
与他的人工智能议程相呼应的是，特朗普总统于1月签署了一项行政命令，名为“消除美国在人工智能领域领导地位的障碍”，废除了拜登将安全保障置于人工智能建设和无限制发展之上的政策。 4月，他签署了一项命令，为学校使用人工智能开绿灯，教导孩子们在日常生活中适应人工智能。
7月23日，特朗普在AI峰会上签署了三项附加行政命令：一项是建立快速审批通道，确保联邦政府尽快获得数据中心的批准和许可；另一项是推动美国人工智能模型的海外出口，以使美国能够在全球范围内主导该行业；最后一项是明确要求未来政府采购的 AI 模型必须实现意识形态中立，不允许暗含或宣传“觉醒主义”或 DEI（多元、公正与包容）相关内容。

## 中美路径差异
美中两国在人工智能的发展路径和治理理念上存在显著差异。美国强调私营企业主导研发，政府主要负责资金引导和标准制定，注重市场竞争和技术开放，致力于保持算力和大模型技术优势。中国则侧重国家规划与政策协调，通过行政推动和科研机构、龙头企业联动，集中研发能力。
技术上，美国偏重大规模算力和通用大模型的开发，强调技术标准的国际输出；中国则注重场景驱动的算法优化和应用落地，结合政务、制造、金融等领域，提升模型效率。
治理方面，美国推动以安全透明为核心的国际规则，辅以出口管制，构建技术联盟；中国则打造安全可控的技术体系，将AI纳入国家治理，并在发展中国家推广示范。
人才政策上，美国注重本土再培训和高技能移民，中国扩大高校AI专业招生，推动产教融合。产业重点方面，美国偏重AI SaaS、国防及金融医疗领域，中国更注重AI+制造、安防和政务应用。